# 여순로
여순로는 전라남도 여수시 소라면 덕양리 덕양 교차로와 순천시 연향동 팔마사거리를 잇는 전라남도의 도로이다. 여수시와 순천시를 잇는 도로이기 때문에 여수시의 '여'와 순천시의 '순'을 따서 여순로라고 명명되었다. 본래 국도 제17호선에 해당했지만 엑스포대로가 개통되어 국도 제17호선 지정에서 해제되었다.

## 역사
- 2009년 7월 3일 : 2개 이상 시·군에 걸쳐 있는 광역도로로 여순로를 고시[1]

## 주요 경유지
전라남도
- 여수시 - 순천시

## 노선
| 이름                 | 접속 노선                                                                        | 소재지 | 소재지 | 비고 |
| -------------------- | -------------------------------------------------------------------------------- | ------ | ------ | ---- |
| 덕양 교차로          | 국도 제17호선 (엑스포대로) 국가지원지방도 제22호선 (덕양로) 좌수영로             | 여수시 | 소라면 |      |
| 대포사거리 (덕양역)  | 봉두로                                                                           | 여수시 | 소라면 |      |
| 대동교               |                                                                                  | 여수시 | 소라면 |      |
| 장전교               |                                                                                  | 여수시 | 소라면 |      |
| 율촌면               |                                                                                  | 여수시 |        |      |
| 여수공항             |                                                                                  | 여수시 |        |      |
| 신풍삼거리           | 구암길                                                                           | 여수시 |        |      |
| 신풍역               |                                                                                  | 여수시 |        |      |
| 조화 교차로          | 율촌산업단지진입도로 율촌로                                                      | 여수시 |        |      |
| (율촌역)             | 호산길                                                                           | 여수시 |        |      |
| 월산 교차로 (월산교) | 서부로                                                                           | 여수시 |        |      |
| 호두삼거리           | 율촌로                                                                           | 순천시 | 해룡면 |      |
| (해룡육교)           | 인덕로                                                                           | 순천시 | 해룡면 |      |
| 해룡 교차로          | 국도 제17호선 (엑스포대로)                                                       | 순천시 | 해룡면 |      |
| 월전 교차로          | 지봉로                                                                           | 순천시 | 해룡면 |      |
| 월전사거리           | 지방도 제863호선 (해광로) (해룡로)                                               | 순천시 | 해룡면 |      |
| 팔마사거리           | 국도 제2호선 국가지원지방도 제22호선 국가지원지방도 제58호선 (남승룡로) (백강로) | 순천시 | 덕연동 |      |
| 팔마로와 직결        |                                                                                  |        |        |      |

## 주요 건물 및 시설
- 덕양역 (전라남도 여수시 소라면 여순로 56)
- 소라119안전센터 (전라남도 여수시 소라면 여순로 297)
- 여수공항 (전라남도 여수시 율촌면 여순로 386)
- 신풍초등학교 (전라남도 여수시 율촌면 여순로 435-4)
- 신풍역 (전라남도 여수시 율촌면 여순로 458-1)